# Gareth Ainsworth
Gareth Ainsworth (Blackburn, 10 mei 1973) is een voormalig Engels voetballer en hoofdtrainer. Hij is de trainer van Gillingham FC. Tijdens zijn actieve carrière als voetballer kwam hij onder andere uit voor Preston North End, Port Vale, Queens Park Rangers en Wycombe Wanderers. Bij deze laatste club was Ainsworth ook hoofdtrainer tussen 2012 en 2023.

## Clubcarrière

### Start carrière
Ainsworth begon als jeugdspeler bij Blackburn Rovers, maar hij kreeg daar geen professioneel contract aangeboden. Hierop belandde hij vervolgens bij Northwich Victoria, dat indertijd uitkwam in de National League. Ainsworth scoorde het eerste doelpunt van zijn carrière op 26 oktober 1991 in de wedstrijd tegen Cheltenham Town. Vanwege zijn goede spel kreeg hij een kans bij Preston North End FC waar hij aanvankelijk nauwelijks kans kreeg. Pas nadat trainer John Beck in oktober 1992 werd aangesteld als trainer van Preston keerde Ainsworth terug na een periode bij Cambridge United.
Hij stond in totaal drie jaar onder contract bij Preston en tijdens zijn wedstrijden voor de club stond Ainsworth ook eenmaal in het doel. In de wedstrijd tegen Port Vale raakte keeper Simon Farnworth bewusteloos en hierop stond Ainsworth 13 minuten lang in het doel van Preston. Hierbij scoorde Port Vale een doelpunt. In 1994 behaalde Ainsworth met de club de play-offfinale van de EFL League Two, maar hierbij versloeg Wycombe Wanderers Preston met 4-2.

### Lincoln City
In 1995 trok Ainsworth in het kielzog van trainer Beck naar Lincoln City en in het seizoen 1996-1997 scoorde hij 22 doelpunten. Hiermee stond hij op de topscorersranglijst net onder topscorer Graeme Jones van Wigan Athletic. Ainsworth maakte in 1997 de overstap naar Port Vale voor een bedrag van 500.000 pond. Direct werd hij in zijn eerste seizoen voor de club speler van het jaar bij de supporters van de club en in 1998 maakte hij de transfer naar Wimbledon FC dat twee miljoen voor hem betaalde.

### Wimbledon FC
Gedurende zijn jaren bij Wimbledon in de Premier League plaagden vele blessures Ainsworth en speelde dan ook niet veel wedstrijden in zijn eerste twee seizoenen. Wel scoorde hij twee doelpunten tegen Newcastle United. In januari 2001 was hij weer volledig fit, maar zijn plek in het team was ingenomen door Jobi McAnuff. Hierop ging Ainsworth op huurbasis naar zijn oude club Preston. In 2003 volgde een nieuwe club op huurbasis, ditmaal naar Walsall.

### Queens Park Rangers
In juli 2003 tekende Ainsworth een contract bij Queens Park Rangers en hij scoorde direct twee keer bij zijn debuut voor de club in de wedstrijd tegen Blackpool op 9 augustus 2003. Aan het einde van dat seizoen promoveerde hij samen met de club naar de Championship. In 2005-06 werd hij samen met Marc Nygaard gedeeld topscorer van de club met 11 doelpunten. In mei 2008 accepteerde Ainsworth een rol als speler-trainer onder de nieuwe hoofdtrainer Iain Dowie. Nadat deze werd ontslagen werd hij interim-manager. Toen ook de opvolger van Dowie, Paulo Sousa, in april 2009 werd ontslagen werd Ainsworth opnieuw interim-manager.

### Wycombe Wanderers
Ainsworth maakte aanvankelijk de overstap naar Wycombe Wanderers op huurbasis in november 2009. In februari 2010 tekende hij een contract voor 18 maanden en scoorde zijn eerste goal voor Wycombe in de wedstrijd tegen Exeter City op 20 maart 2010. Op 27 april 2013 kwam er een einde aan de voetbalcarrière van Ainsworth. Hij speelde zijn laatste wedstrijd op die dag tegen Port Vale.

## Trainerscarrière
Nadat Ainsworth zijn voetbalschoenen aan de wilgen had gehangen kreeg hij een contract voor twee jaar bij Wycombe als manager. Hij volgde Gary Waddock op nadat deze was ontslagen. In de jaren dat hij trainer was bij Wycombe wist hij de club tweemaal te laten promoveren. In 2018 promoveerde de club naar de League One en in 2020 wist de club de Championship te bereiken na het spelen van de play-offs.
Ainsworth tekende op 21 februari 2023 een contract voor 2,5 jaar bij QPR als hoofdtrainer. In deze functie volgde hij de ontslagen trainer Neil Chritchley op. Matt Bloomfeld volgde Ainsworth op bij Wycombe. Op 28 oktober 2023 verliet Ainsworth de club al vanwege tegenvallende resultaten. Hij ging vervolgens aan de slag bij Shrewsbury Town, maar verliet nog voor het einde van het seizoen 2024/25 deze club om aan de slag te gaan bij Gillingham FC.